# Герб Священної Римської імперії
Протягом своєї довгої історії Священна Римська імперія використовувала багато різних геральдичних форм, що представляють її численні внутрішні підрозділи.

## Імператорський герб

### Герби імператорів Священної Римської імперії

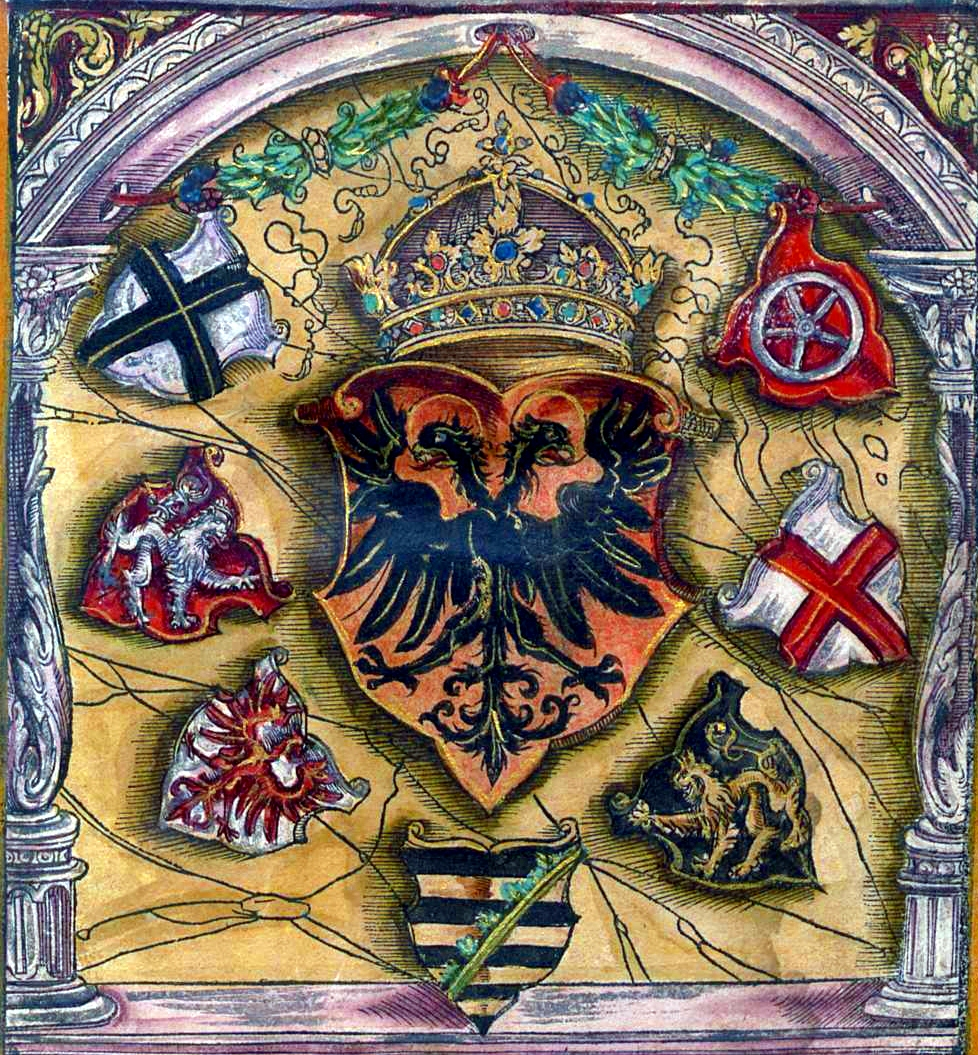
Герби князів-курфюрстів навколо двоголового рейхсадлера (1545).

Reichsadler (Німецький орел, імператорський орел) — геральдичний орел, що походить від штандарта римського орла, який використовувався імператорами Священної Римської імперії та на сучасних гербах Німеччини, включаючи герби Другої Німецької імперії (1871—1918), Веймарської Республіки (1919—1933) і «Третього рейху» (нацистська Німеччина, 1933—1945). Той самий малюнок використовувався Федеративною Республікою Німеччина з 1945 року, але під іншою назвою, яка тепер називається Bundesadler (Союзний орел або Федеральний орел, від німецького «Bund», родова форма «Bundes», що означає «Союз» або «Федерація», а «Adler» означає «Орел»).

### Орел-кватерніон

Орел-кватерніон, ручна гравюра на дереві (прибл. 1510) Ганса Бургкмайра.

Одним із варіантів імперського герба був «Орел-кватерніон» (так названий на честь імператорських кватерніонів-станів), надрукований Давидом де Негкером з Аугсбурга за ксилографією 1510 року Ганса Бургкмайра. Він показав добірку з 56 щитів різних імперських земель у групах по чотири на пір'ї двоголового орла, що підтримує Христа на Хресті замість щита. Верхні, більші щити, належать до семи князів-курфюрстів, церковних на правому крилі: Трір, Кельн і Майнц, а також титулярного «Префекта Риму»; світські ліворуч: Богемія, Пфальц, Саксонія та Бранденбург. Зображення також з'явилося на склянці імператорського орла.

## Імператори Священної Римської імперії
Прямі свідчення про імператорські герби з'являються наприкінці XIII століття. Минулі імператори отримують уявні герби в джерелах XIII століття. Так, Оттон IV отримав перше відоме зображення двоголового імперського орла в «Chronica maiora» (бл. 1250 р.). Генріх VI зображений з (одноголовим) імператорським орлом у «Манесському кодексі» (бл. 1320 р.).
Фрідріх II Гогенштауфен (імператор 1220—1250) не використовував гербів на жодній зі своїх печаток. На деяких своїх монетах він дійсно використовував імператорського орла, але орел не розміщувався як геральдична фігура на геральдичному щиті. Син Фрідріха і співправитель Генріх справді мав кінну печатку з гербом Гогенштауфенів із зображенням трьох леопардів, і цей герб пізніше також приписують Фрідріху II.
З часів правління Альбрехта II (правив у 1438–39 роках, ніколи не був коронований імператором) кожен імператор використовував старий імператорський герб (чорний орел із червоним озброєнням) із серцевим щитом, що містив його особистий родовий герб. Таким чином, композиція виглядає як чорний орел із гербом на грудях. До 1438 року імператори використовували окремі особисті та окремі імператорські герби. Герб вищих посад імперії вживався як збільшення честі до особистого герба посадовця.
| Особистий герб | Імперський герб | Ім'я / Опис особистого герба |
|                |                 | - 1308—1313 : Генріх VII Люксембург (1275 † 1313), коронований 1312 Щит посмуговано срібно-синьо на десять частин, на ньому увінчаний золотою короною червоний здиблений лев. |
|                |                 | - 1314—1347 : Людовик IV Баварський (1286 † 1347), коронований 1328 Біло-блакитні косі ромби. |
|                |                 | - 1348—1378 : Карл IV Люксембург (1316 † 1378), коронований 1355 У червоному полі срібний здиблений леві із золотою зброєю та увінчаний золотою короною. |
|                |                 | - 1411—1437 : Сигізмунд Люксембург (1368 † 1437), коронований 1433 Щит посмуговано червоно-срібно на десять частин (Угорське королівство); у червоному полі срібний здиблений левіз золотою зброєю та увінчаний золотою короною (Богемське королівство). |
|                |                 | - 1440—1493 : Фрідріх III Габсбург (1415 † 1493), коронований 1452 У червоному полі срібна балка (Бабенберги, усиновлення Рудольфа І (пом. 1291), король Німеччини з дому Габсбургів, який отримав колишні Бабенбергські герцогства Австрії та Штирії замість свого батьківського герба (у срібному полі червоний озброєний синім лев увінчаний синьою короною). |
|                |                 | - 1493—1519 : Максиміліан I Габсбург (1459 † 1519), коронований 1508 У червоному полі срібна балка (Австрійське ерцгерцогство); шість діагональних холотих і синіх смуг в червоній облямівці (від своєї дружини Марії — Бургундське герцогство). |
|                |                 | - 1519—1556 : Карл V Габсбург (1500 † 1558), коронований 1519 Чверть: I і IV велика чверть I і IV середня чверть: I і IV мала чверть — у червоному полі золоті вежі трибаштового замку муровані чорним із синіми вікнами та воротами (Кастильське королівство), II і III мала чверть — у срібному полі пурпуровий озброєний золотом лев увінчаний золотою короною (Леонське королівство); I і IV середня чверть: І мала чверть — у золотому полі чотири червоні смуги (Арагонська Корона), ІІ — у червоному щиті хрест, косий хрест і внутрішня облямівка із золотих ланцюгів, із зеленим смарагдом у центрі (Наваррське королівство), ІІІ поле — у срібному полі золотий костильний хрест у супроводі чотирьох хрестиків (Єрусалимське королівство), IV поле — вісім раз червоно-срібно посмуговане поле (Угорське королівство), І мала чверть — у золотому полі чотири червоні смуги (Арагонська Корона), ІІ — у червоному щиті хрест, косий хрест і внутрішня облямівка із золотих ланцюгів, із зеленим смарагдом у центрі (Наваррське королівство), ІІІ поле — скошене з обох боків: у I і IV золотій — чотири червоні вертикальні смуги, у ІІ і ІІІ срібній — чорний орел із червоним дзьобом і лапами (Сицилійське королівство); ІI і III велика чверть І середня чверть: у червоному полі срібна балка (Австрійське ерцгерцогство), ІІ — синє поле усіяне золотими геральдичними ліліями в червоно-срібній облямівці (нове Бургундське герцогство), ІІІ — шість діагональних холотих і синіх смуг в червоній облямівці (старе Бургундське герцогство), IV — у чорному полі золотий озброєний червоним лев (Герцогство Брабантське), у розтятому серцевому щитку — у золотому полі чорний озброєний червоним лев (Фландрське графство) та у срібному полі червоний озброєний золотом орел (Тірольске графство); у сріблі гранатовий плід з зеленими листками, розкритий, червоного кольору, облямований золотом (Гранада). |
|                |                 | - 1558—1564 : Фердинанд I Габсбург (1503 † 1564), Імператор - 1554—1576 : Максиміліан II Габсбург (1527 † 1576), Імператор Почетвертований щит: у I і IV червоному полі срібний озброєний золотом лев увінчаний золотою короною (Богемське королівство); у II і III вісім червоно-срібних смуг (Угорське королівство); у щитку: у червоному полі срібна балка (Австрійське ерцгерцогство); шість діагональних холотих і синіх смуг в червоній облямівці (Бургундське герцогство). |
|                |                 | - 1576—1611 : Рудольф II Габсбург (1552 † 1612), Імператор - 1612—1619 : Матвій Габсбург (1557 † 1619), Імператор - 1619—1637 : Фердинанд II Габсбург (1578 † 1637), Імператор Почетвертований щит: у I червоному полі срібний озброєний золотом лев увінчаний золотою короною (Богемське королівство); у II вісім червоно-срібних смуг (Угорське королівство); III у червоному полі срібна балка (Австрійське ерцгерцогство); шість діагональних холотих і синіх смуг в червоній облямівці (Бургундське герцогство); у IV полі: I і IV мала чверть — у червоному полі золоті вежі трибаштового замку муровані чорним із синіми вікнами та воротами (Кастильське королівство), II і III мала чверть — у срібному полі пурпуровий озброєний золотом лев увінчаний золотою короною (Леонське королівство). |
|                |                 | - 1637—1657 : Фердинанд III Габсбург (1608 † 1657), Імператор - 1653—1654 : Фердинанд IV Габсбург (1633 † 1654) Почетвертований щит: у I червоному полі срібний озброєний золотом лев увінчаний золотою короною (Богемське королівство); у II вісім червоно-срібних смуг (Угорське королівство); у III полі: I і IV мала чверть — у червоному полі золоті вежі трибаштового замку муровані чорним із синіми вікнами та воротами (Кастильське королівство), II і III мала чверть — у срібному полі пурпуровий озброєний золотом лев увінчаний золотою короною (Леонське королівство); IV розтятому і перетятому полі: шість діагональних холотих і синіх смуг в червоній облямівці (Бургундське герцогство), у срібному полі червоний озброєний золотом орел (Тірольске графство), золотому полі чорний озброєний червоним лев (Фландрське графство); у червоному полі щитка срібна балка (Австрійське ерцгерцогство). |
|                |                 | - 1657—1705 : Леопольд I Габсбург (1640 † 1705), Імператор Почетвертований щит: у I вісім червоно-срібних смуг (Угорське королівство); у II червоному полі срібний озброєний золотом лев увінчаний золотою короною (Богемське королівство); III у червоному полі срібна балка (Австрійське ерцгерцогство); шість діагональних холотих і синіх смуг в червоній облямівці (Бургундське герцогство); у IV полі: I і IV мала чверть — у червоному полі золоті вежі трибаштового замку муровані чорним із синіми вікнами та воротами (Кастильське королівство), II і III мала чверть — у срібному полі пурпуровий озброєний золотом лев увінчаний золотою короною (Леонське королівство). |
|                |                 | - 1705—1711 : Йозеф I Габсбург (1678 † 1711), Імператор Почетвертований щит: у I і IV червоному полі срібний озброєний золотом лев увінчаний золотою короною (Богемське королівство); у II і III — вісім червоно-срібних смуг (Угорське королівство); у щитку: у червоному полі срібна балка (Австрійське ерцгерцогство); шість діагональних холотих і синіх смуг в червоній облямівці (Бургундське герцогство). |
|                |                 | - 1711—1740 : Карл VI Габсбург (1685 † 1740), Імператор Почетвертований щит: у I червоному полі золоті вежі трибаштового замку муровані чорним із синіми вікнами та воротами (Кастильське королівство); у II — вісім червоно-срібних смуг (Угорське королівство); у ІІІ розтятому: у першому золотому полі чотири червоні смуги (Арагонська Корона), у скошеному з обох боків: у I і IV золотій — чотири червоні вертикальні смуги, у ІІ і ІІІ срібній — чорний орел із червоним дзьобом і лапами (Сицилійське королівство); у IV розтятому: у червоному полі срібна балка (Австрійське ерцгерцогство); шість діагональних холотих і синіх смуг в червоній облямівці (Бургундське герцогство); у червоному полі щитка срібний озброєний золотом лев увінчаний золотою короною (Богемське королівство). |
|                |                 | - 1742—1745 : Карл VII Баварський (1697 † 1745), Імператор Почетвертований щит: у I і IV полі біло-блакитні косі ромби (Баварія); у II і III чорному полі золотий озброєний червоним лев увінчаний червоною короною (Курпфальц); у червоному щитку золота держава (для архікнязя Священної Римської імперії). |
|                |                 | - 1745—1765 : Франц I Габсбург-Лотаринзький (1708 † 1765), Імператор Двічі розтятий і перетятий щит: у I полі вісім червоно-срібних смуг (Угорське королівство); у ІІ синьому полі золоті геральдичні лілії і червоний турнірний комір (Неаполітанське королівство); у ІII — у срібному полі золотий костильний хрест у супроводі чотирьох хрестиків (Єрусалимське королівство), у IV золотому полі чотири червоні смуги (Арагонська Корона); у V — синьому полі золоті геральдичні лілії і червона облямівка (Дім Валуа-Анжу); у VІ синьому полі золотий озброєний червоним лев увінчаний червоною короною (Гелдернське герцогство); у VІІ золотому полі чорний озброєний червоним лев (Юліх) у синьому полі, всіяними золотими хрестиками з двома поперечинами дві золоті рибини (Барське герцогство); у розтятому щитку: у золотому полі червоний перев'яз, обтяжений трьома срібними алеріонами (Лотаринзьке герцогство), у золотому полі шість безантів, розташованих одна над одною у формі трикутників: одна блакитна з золотими ліліями у главі та п'ять червоних (рід Медічі). |
|                |                 | - 1765—1790 : Йосиф II Габсбрг-Лотаринзький (1741 † 1790), Імператор Почетвертований щит: у I розтяому полі вісім червоно-срібних смуг та срібний подвійни хрест на зеленій тригорі у червоному полі (Угорське королівство); у другому червоному полі срібний озброєний золотом лев увінчаний золотою короною (Богемське королівство); у III шість діагональних холотих і синіх смуг в червоній облямівці (Бургундське герцогство); у IV золотому полі шість безантів, розташованих одна над одною у формі трикутників: одна блакитна з золотими ліліями у главі та п'ять червоних (рід Медічі); у розтятому щитку: у червоному полі срібна балка (Австрійське ерцгерцогство) та у золотому полі червоний перев'яз, обтяжений трьома срібними алеріонами (Лотаринзьке герцогство). |
|                |                 | - 1790—1792 : Леопольд II Габсбург-Лотаринзький (1747 † 1792), король Богемії та Угорщини, Імператор - 1792—1804 : Франц II Габсбург-Лотаринзький (1768 † 1835), король Чехії та Угорщини, імператор Німеччини, імператор Австрії Почетвертований щит: у I розтяому полі вісім червоно-срібних смуг та срібний подвійни хрест на зеленій тригорі у червоному полі (Угорське королівство); у другому червоному полі срібний озброєний золотом лев увінчаний золотою короною (Богемське королівство); у III шість діагональних холотих і синіх смуг в червоній облямівці (Бургундське герцогство); у IV синьому полі, всіяними золотими хрестиками з двома поперечинами дві золоті рибини (Барське герцогство); у двічі розтятому щитку: у червоному полі срібна балка (Австрійське ерцгерцогство), у золотому полі червоний перев'яз, обтяжений трьома срібними алеріонами (Лотаринзьке герцогство) та у золотому полі шість безантів, розташованих одна над одною у формі трикутників: одна блакитна з золотими ліліями у главі та п'ять червоних (рід Медічі). |

## Вищі посади (Reichserzämter)
| Герб | Офіс та опис |
| ---- | --- |
|      | Архі-камергер Священної Римської імперії - У синьому полі золотий скіпетр. - У синьому полі два золоті скіпетри в андріївський хрест. |
|      | Архі-стюард Священної Римської імперії У червоному полі золота держава.                                                               |
|      | Архі-скарбник Священної Римської імперії У червоному полі золота імператорська корона.                                                |
|      | Архімаршал Священної Римської імперії У перетятому на чорне і срібло полі, два червоні мечі в андріївський хрест.                     |

## Князі-курфюрсти
У Золотій буллі 1356 року було названо сім курфюрстів: князі-єпископи Кельна, Майнца і Тріра, король Богемії, пфальцграф Курпфальца, герцог Саксонії та маркграф Бранденбургу.
1623 року пфальцграф був замінений герцогом Баварії, оскільки курфюрст Пфальца Фрідріх V після участі в Богемському повстанні потрапив під імперську заборону. 1648 року пфальцграфу було надано нове курфюрство. Саксонією володів протестантський курфюрст з 1525 р. (Іоанн), Пфальц з 1541 р. (Отто Генрі). У 1685 р. католицька гілка родини Віттельсбахів успадкувала Пфальц, а в 1692 р. було створено новий протестантське курфюрство для герцога Брауншвейг-Люнебургзького, який став відомим як курфюрст Ганновера (офіційно підтверджено Імперським сеймом 1708 року). 1697 року курфюрст Саксонії (Август II) прийняв католицизм, щоб стати королем Польщі, але додаткових протестантських курфюрстів не було створено, а саме курфюрство офіційно залишалося протестантським.

### Духовні курфюрсти
| Герб | Курфюрство/ Опис                                        |
|      | Кельн У сріблі чорний зерст.                            |
|      | Майнц У червоному полі срібне колесо з шістьма спицями. |
|      | Трір У сріблі червоний хрест.                           |

### Світські курфюрсти
| Герб | Курфюрство/ Опис |
|      | Богемське королівство Червоний лев, що розгул, срібний, черга fourchée, перехрещена в солі, озброєна, виснажена та коронована. Or. |
|      | Рейнський пфальц (призупинено 1623—1648) - До 1623: у чорному полі золотий озброєний червоним лев увінчаний червоною короною. - З 1648 (Карл I Людвіг): почетвертований щит: у I і IV полі біло-блакитні косі ромби (Баварія); у II і III чорному полі золотий озброєний червоним лев увінчаний червоною короною (Курпфальц). |
|      | Бранденбург У сріблі червоний орел із золотим озброєнням у курфюрстській короні. |
|      | Саксонія Щит, дев'ятиразово перетятий на чернь і золото, поверх щита перев'яз у вигляді зеленої корони. |
|      | Баварія (з 1623) Біло-блакитні косі ромби. |
|      | Брауншвейг-Люнебург (Ганновер) (з 1692) Щит розтятий: у I червоному полі два золоті леопардові леви з червоним озброєнням (Брауншвейг), у II золотому полі усіяному червоними сердечками синій лев з червоним озброєнням (Люнебург). - Після 1714: Покладено на королівський герб Великої Британії.                           |

## Інші держави
Записи перераховані за імперським колом (запроваджено 1500, 1512) навіть для територій, які припинили своє існування до 1500 року.

### Австрійський округ
| Герб | Локація/ Опис |
|      | Австрійське ерцгерцогство У червоному полі срібна балка.                                                                                             |
|      | Каринтійське герцогство Щит розятато. у першому золотому полі три чорні озброєні червоним леви, що проходять, у другому червоному полі срібна балка. |
|      | Карніольське герцогство У сріблі синій орел, увінчаний імператорською короною, озброєний червоним, обтяжений шаховим червоно-золотим півмісяцем.     |
|      | Патрія дель Фріулі Лазурний орел, зображений Або, озброєний, виснажений і дзьобий Гулес, крила якого заряджені трилисником Гулес.                    |
|      | Штирійське герцогство У зеленому полі срібна пантера з червоним озброєнням.                                                                          |
|      | Тірольське графство У срібному полі червоний орел із золотим озброєнням, на крилах якого золотий трилисник.                                          |

### Баварський округ
| Герб | Локація/ Опис |
|      | Баварія - Проста форма: біло-блакитні косі ромби. - Курфюрство, з 1753 р.: почетвертованой щит: у I і IV полі біло-блакитні косі ромби (Баварія); у II і III чорному полі золотий озброєний червоним лев увінчаний червоною короною (курфюрство Пфальц); у червоному щитку золота держава (для архікнязя Священної Римської імперії). |
|      | Гааг У червоному полі, срібний кінь, що стрибає, уздечка срібна. |
|      | Лойхтенберг Щит почетвертований: у І і IV червоному золота гілка дуба з жолудями; у II і III золотому зелена гілка хмелю; у срібному щитку синя балка. |
|      | Ортенбурзьке графство У червоному полі вузький зубчастий перев'яз |
|      | Князь-єпископство Пассау У срібному полі червоний здиблений вовк. |
|      | Регенсбурзьке князь-єпископство У червоному полі два срібні ключі в андріївський хрест. |
|      | Зальцбурзьке князь-архієпископство Щит розятато: у першому золотому полі чорний озброєний червоним здиблений лев, у другому червоному полі срібна балка. |

### Бургундський округ
| Герб | Локація/ Опис |
|      | Бургундське графство - До 1280: У червоному полі срібний орел. - Після 1280: у синьому усіяному золотими ґонтами полі золотий озброєний червоним здиблений лев у золотій короні. |
|      | Брабантське герцогство - До 1288: у чорному полі золотий озброєний червоним лев. - З 1288 до 1406: Щит почетвертований, у I і IV чорному полі золотий озброєний червоним лев; у II і III срібному червоний озброєний золотом лев. - З 1406 до 1430: Щит почетвертований, у I і IV синьому полі з червоно-срібною облямівкою три золоті геральдичні лілії 2:1; у II чорному — золотий озброєний червоним лев; у III — срібному червоний озброєний золотом лев. |
|      | Фландрське графство У золотому полі чорний озброєний червоним лев. |
|      | Гельдернське герцогство - До 1236: У золотому полі три червоні квітки. - З 1236 до 1276: у синьому усіяному золотими ґонтами полі золотий озброєний червоним здиблений лев. - З 1276 до 1378: у синьому полі золотий озброєний червоним здиблений лев у золотій короні. - Після 1378: Щит розтятий: у І синьому полі золотий озброєний червоним здиблений лев у золотій короні вліво; у ІІ золотому полі чорний озброєний червоним лев. |
|      | Еноське графство - До 1299: у золотому полі три чорні шеврони в стовп. - З 1299 до 1254: Щит почетвертований, у I і IV золотому полі чорний озброєний червоним лев; у II і III золотому — чорний озброєний золотом лев. - З 1254 до 1433: Щит почетвертований, у I і IV біло-блакитні косі ромби; у II і III попередній герб графства. |
|      | Голландське графство У золотому полі червоний озброєний синім лев. |
|      | Лімбурзьке герцогство - До 1214: У срібному полі червоний озброєний золотом лев. - Після 1214: У срібному полі червоний озброєний золотом лев у золотій короні. |
|      | Графство Лун (Графство Чіні) - Графство Лун: щит посмуговано в золото і червний колір. - Графство Чіні: у червоному полі, всіяними золотими хрестиками з двома поперечинами дві золоті рибини. - Графство Лун і Чіні: Щит розтятий: І поле посмуговане в золото і червний колір; у ІІ червоному полі, всіяними золотими хрестиками з двома поперечинами дві золоті рибини. - Графство Лун і Чині за династії Гайнсбергів: Щит почетвертований, у I і IV червоному полі срібний лев; у II і III пепередній герб графства. - Графство Лун і Кіні за династії Монферрат-Ор'є з династії Монферрат-Ор'є: Щит почетвертований, у I і IV срібному полі чорний лев; у II і III пепередній герб графства. |
|      | Люксембурзьке герцогство - З 1282 і до 1288: Щит посмуговано срібно-синьо на десять частин, на ньому увінчаний золотою короною червоний здиблений лев. - З 1282 до 1288: Щит посмуговано срібно-синьо на десять частин, на ньому увінчаний золотою короною червоний здиблений лев із злотим озброєнням. |
|      | Намюрське графство У золотому полі чорний озброєний червоним лев, поверх якого червоний перев'яз. |

### Франконський округ
| Герб | Локація/ Опис |
|      | Бамберзьке князівство-єпископство У золотому полі чорний озброєний червоним лев, поверх якого срібний нитковий перев'яз.                                                   |
|      | Графство Кастель Щит почетвертований на срібні та червоні поля. |
|      | Ербах-ім-Оденвальд Щит перетятий на червоне полі з двома срібними шекстикутніми зірками та срібне з одною шестикутною червоною зіркою.                                     |
|      | Графство Гогенлое У срібному полі два чорні леви на сторожі з червоним озброєнням.                                                                                         |
|      | Графство Левенштайн-Вертгайм Щит перетятий: у І біло-блакитні косі ромби; у другому золотому червоний лев на синьому трипагорбі.                                           |
|      | Нюрнберг Щит розтятий: у першому золотому полі половина чорного двоголового орла, у зругому шість червоно-сібних смуг у перев'яз.                                          |
|      | Повіт Рієнек Щит почетвертований: у I і IV золотому полі три чорні шеврони в стовп; II і III поле посмуговане золото-червоно на 8 частин, у серцевому місці колесо Майнца. |
|      | Ротенбург-на-Таубері У срібному полі червоні дві вежі за муром. |
|      | Шварценберґ Щит почетвертований, I і IV поле срібно-синьо вертикально посмуговано на шість частин; у II і III золотому — чорний озброєний золотом лев.                     |
|      | Швайнфурт У синьому полі срібний орел. |
|      | Зайнсгайм Поле срібно-синьо вертикально посмуговано на сім частин, поверзу золотий хвилястий перев'яз вліво.                                                               |
|      | Вайссенбург-у-Баварії У червоному полі срібний двобаштовий замок, облямований срібним портиком, з золотим щитком, на почесному місці якого двоголовий чорний орел.         |
|      | Вельцгайм У срібному полі зелені ялина на пагорбі. |
|      | Вертгайм Щит перетятий: у І золотому полі виникаючий чоний орел із червоним озброєнням, у ІІ синьому три срібні троянди.                                                   |
|      | Візентгайд Золотий лев насторіжі вліво, увінчаний синьою короною та озброєний синім на зеленій горі, з якої виходять три золоті стебла трави, що розпускаються.            |
|      | Бад-Віндсгайм У срібному полі чорний орел, озброєний золотом із золотим сиглем W на грудях.                                                                                |
|      | Князівство-єпископство Вюрцбург Чорний кельтський хрест на срібному полі; червона глава виділена зубцевим поділом.                                                         |

### Нижньорейнсько-Вестфальський округ
| Герб | Локація/ Опис |
|      | Клевське герцогство - Династія Клевів: У червоному полі срібний щиток, поверх якого золотий карбункул. - Династія Марка: Щит почетвертований, у I і IV червоному полі срібний щиток, поверх якого золотий карбункул; у II і III золотому — срібно-червона шахова балка. |
|      | Берзьке герцогство У срібному полі червоний лев увінчаний золотою короною червоний здиблений лев із злотим озброєнням. |
|      | Герцогство Юліх У золотому полі чорний озброєний червоним лев. |
|      | Льєзьке єпископство Почетвертований щит: I: у червоному полі срібна балка; II: у срібному полі три зелені увінчані золотими коронами здиблені леви із червоним озброєнням; III: поле посмуговане золото-червоно на 10 частин; IV: у золоті три червоних мисливських ріжка. У червоному щитку золотий перрон, підтримуваний трьома левами, увінчаний ананасом і хрестом, з літерами L зправа та G зліва. |
|      | Графство Марк - Графи Марка: у золотому полі срібно-червона шахова балка. - Графи Клевські та Марки: Щит почетвертований, у I і IV червоному полі срібний щиток, поверх якого золотий карбункул; у II і III золотому — срібно-червона шахова балка. |
|      | Равенсберзьке графство У сріблі три червоних шеврони. |

### Верхньорейнський округ
| Герб | Локація/ Опис |
|      | Гессенське ландграфство У синьому полі срібно-червоний барвистий лев із золотим озброєнням у золотій короні. |
|      | Лотаринзьке герцогство - До 1430 р.: золотому полі червоний перев'яз, обтяжений трьома срібними алеріонами, поверх — синій турнійрний комір. - З 1430 по 1473 рр.: щит двічі розтято та перетято на шість полів щі щитком: у I полі вісім червоно-срібних смуг (Угорське королівство); у ІІ синьому полі золоті геральдичні лілії і червоний турнірний комір (Неаполітанське королівство); у III — у срібному полі золотий костильний хрест у супроводі чотирьох хрестиків (Єрусалимське королівство); у IV — синьому полі золоті геральдичні лілії і червона облямівка (Дім Валуа-Анжу); у V синьому полі, всіяними золотими хрестиками з двома поперечинами дві золоті рибини (Барське герцогство); золотому полі червоний перев'яз, обтяжений трьома срібними алеріонами (Лотаринзьке герцогство); у золотому щитку чотири червоні смуги (Арагонська Корона). - З 1473 по 1508 рр.: Щит почетвертовано: у I полі розятому полі вісім червоно-срібних смуг (Угорське королівство) та у синьому полі золоті геральдичні лілії і червоний турнірний комір (Неаполітанське королівство); у ІІ розтятому полі у сріблі золотий костильний хрест у супроводі чотирьох хрестиків (Єрусалимське королівство) та у золоті чотири червоні смуги (Арагонська Корона); у ІІІ синьому полі золоті геральдичні лілії і червоний турнірний комір (Неаполітанське королівство); у IV синьому полі, всіяними золотими хрестиками з двома поперечинами дві золоті рибини (Барське герцогство); у золотому щитку червоний перев'яз, обтяжений трьома срібними алеріонами (Лотаринзьке герцогство). - Щит почетвертовано: у I полі розятому полі вісім червоно-срібних смуг (Угорське королівство) та у синьому полі золоті геральдичні лілії і червоний турнірний комір (Неаполітанське королівство); у ІІ розтятому полі у сріблі золотий костильний хрест у супроводі чотирьох хрестиків (Єрусалимське королівство) та у золоті чотири червоні смуги (Арагонська Корона); у ІІІ розтятому полі у сині золоті геральдичні лілії і червоний турнірний комір (Неаполітанське королівство) та у сині золотий озброєний червоним здиблений лев у золотій короні вліво (Гельдерн); у IV розтятому полі у золоті чорний озброєний червоним лев (Юліх) та у сині всіяній золотими хрестиками з двома поперечинами дві золоті рибини (Барське герцогство); у золотому щитку червоний перев'яз, обтяжений трьома срібними алеріонами (Лотаринзьке герцогство). |
|      | Савойське герцогство Червоний срібний хрест. |
|      | Водемон - До 1346: Посмуговане десять разів срібно-чорне поле. - З 1346 по 1386 рік: у синьому полі три золоті броги, з'єднані між собою, у главі червоний виникаючий лев. - З 1386 по 1473 рр.: у золотому полі червоний перев'яз, обтяжений трьома срібними алеріонами, поверх — синій турнійрний комір. |

### Рейнський округ
| Герб | Локація/ Опис |
|      | Аренберг У червоному полі, три золоті перстачі; у главі три чевроні круги. |
|      | Байльштайн У червоному полі срібний мисливський ріг з переплетеним ремінцем. |
|      | Князь-архієпископство Кельна У срібному полі чорний хрест. |
|      | Нижній Ізенбург Чотири рази срібно-чорно посмуговано в поясн. |
|      | Князь-архієпископ Майнца У червоному полі срібне колесо. (або в червоному полі срібне колесо Майнца) |
|      | Курфюрство Пфальц - До 1214: у чорному полі золотий озброєний червоним лев увінчаний червоною короною. - Після 1214 р.: почетвертованой щит: у I і IV полі біло-блакитні косі ромби (Баварія); у II і III чорному полі золотий озброєний червоним лев увінчаний червоною короною (курфюрство Пфальц). |
|      | Турн і Таксіс Чверть: почетвертованой щит: у I і IV срібному полі а червоною вежею два сині скіпетри в андріївський хрест, що увінчані ліліями; у II і III золотому полі червоний озброєний синім лев увінчаний синьою короною; у синьому щитку срібний борсук.                                       |
|      | Князь-архієпископ Тріра У срібному полі червоний хрест. |

### Нижньосаксонський округ
| Герб | Місцезнаходження                                 |
|      | Гольштейн У червоному полі срібний лист кропиви. |

### Верхньосаксонський округ
| Герб | Локація/ Опис |
|      | Бранденбурзьке маркграфство У срібному полі червоний озброєний золотом орел з червоним язиком, який прикрашений курхутом. У правій лапі він тримає золотий скіпетр, а в лівій — меч із золотою ручкою. Крила прикрашені золотими стеблинками конюшини. На грудях — синій серцевий щит, у якому зображено вертикальний золотий скіпетр. |
|      | Померанське герцогство Щит двічі розтятий та двічіперетятий; I — у синьому полі червоний у золотому озброєнні червоноязикий грифон вліво (Померанія-Штеттін); II — у срібному полі червоний у золотому озброєнні червоноязикий грифон (Померанія); III — у золотому полі чорний у червоному озброєнні грифон (Кашубія); IV — у срібному полі червоно-зелений діагонально посмугований грифон вліво (Венден); V поле розділено поперечно: у верхній золотистій частині з нижньої синьої, а саме з п'яти червоних двосторонніх сходинок висхідного виходить чорний, червоноброньований, червоноязик і червоно-коронований лев з подвійним хвостом (Рюген); VI у червоному полі срібний у золотому озброєнні червоноязикий морський грифон (Узедом); VII — у золотому полі чорний у червоному озброєнні грифон вліво (Померанія-Барт); VIII — у золоті два червоні маршальскі жезли в андріївський хрест між чотирма червоними з зеленим листям колючками та золотою серцевиною; IX — в червоному полі срібний напівгрифон озброєний золотом що виходить із синьо-золотої цегляної стіни (Померанія-Вольгаст). |
|      | Саксонське герцогство У полі з десятьма горизонтальними смугами золота і чорного кольору зелений діамантовий вінок лежить по діагоналі праворуч. |

### Швабський округ
| Герб | Локація/ Опис                                                                                       |
|      | Аугсбург Щит червоно-срібно розтятий, у центрі золота капітель Що увінчана зеленою кедровою шишкою. |
|      | Баденське маркграфство У золоті червоний перев'яз                                                   |

### Землі Богемської корони
| Герб | Локація/ Опис |
|      | Богемське королівство У червоному полі увінчаний золотою короною червоний здиблений лев із злотим озброєнням. |
|      | Моравське маркграфство У синьому полі орел, покритий срібно-червоною шахівницею, озброєний золотом і у золотій короні. |
|      | Герліц Щит червоно-срібно перетятий. У верхньому полі увінчаний золотою короною червоний здиблений лев із злотим озброєнням. |
|      | Лужиця - Нижня Лужиця: У срібному полі крокує червоний бик. - Верхня Лужиця: У синьому полі золота стіна з трьома зубцями. |
|      | Сілезія - Верхня Сілезія: у синьому полі золотий орел. - Нижня Сілезія: У золотому полі чорний, золоторукий, червоноязикий орел, вкритий герцогською короною. На його грудях срібний півмісяць зі срібним хрестом, що проростає між його висхідними кінцями. |

### Інші герби
| Зброя | Локація/ Опис |
|       | Женева (до 1401) Щит двічі розято та двічі перетято на золоті та сині поля. |
|       | Ніцца (в складі Савойського герцогства з 1046 р.) У срібному полі червоний коронований олел на трьох зелених пагорбах та хвилястій блакитно-срібній основі. |
|       | Прованське графство (до 1481) - До 1245: у золоті три червні вартикальні смуги. - Після 1245: У всіяному золотими геральдичними ліліями синьому щиті червоний турнірний комірець. |
|       | Прусське королівство (після 1701) У срібному полі чорний, озброєний золотом, орел із червоним язиком, увінчаний королівською короною і тримає золотий королівський скіпетр у правій лапі та синю, облямовану золотом і перехрещену імперську державу ліворуч. Крила прикрашають золотисті стебла конюшини. На грудях орла — вензель короля Фрідріха I, переплетені літери FR. |
|       | Тевтонський орден (1224—1525) - У срібному полі чорний хрест. - Великий магістр: У срібному полі чорний хрест обтяжений золотим квітковим хрестом поверх якого золотий щиток із чорним орлом у червоному озброєнні. |
|       | В'єннський дофінат (до 1349) У золоті синій дельфін з червоними плавниками. |